# Lei Derichs
Leo Jozef Willem Derichs (roepnamen Leo, Lei, Ley) (Roermond, 19 mei 1922 - aldaar, 13 september 2010) was een Nederlandse atleet, die vooral bekend is van zijn prestaties op het gebied van de werpnummers discuswerpen en kogelstoten. Hij werd in zijn carrière zesmaal Nederlands kampioen op deze onderdelen, viermaal bij het kogelstoten en tweemaal bij het discuswerpen. Daarnaast beoefende hij aanvankelijk ook het hoogspringen.

## Biografie

### Jeugd en start atletiekloopbaan
De als zoon van een graanhandelaar geboren Derichs moest al vroeg meehelpen in het bedrijf van zijn vader. Door het lichamelijk zware werk deed hij al op jonge leeftijd aan krachttraining, iets dat hem later bij met name het discuswerpen en het kogelstoten van pas kwam. In de eerste jaren van zijn atletiekloopbaan blonk hij echter ook uit op het onderdeel hoogspringen, waarop hij reeds in 1941, als negentienjarige, het Limburgse record verbeterde met een sprong over 1,74 m. In 1946 werd hij op dit onderdeel kampioen van Zuid-Nederland. Op nationaal niveau viel hij vooral op bij het discuswerpen. In 1942 stond hij voor de eerste keer bij de nationale kampioenschappen op het podium. Met een afstand van 39,36 m wierp hij zich bij het discuswerpen naar een zilveren medaille.

### Sportacademie
Intussen was Derichs begonnen met zijn studie aan de sportacademie in Tilburg, waarvoor hij in 1943, midden in de Tweede Wereldoorlog, zijn diploma behaalde. Hij werkte daarna enkele jaren op een school in Amsterdam, waar hij van 1943 tot en met 1945 lid was van de atletiekvereniging AV 1923. Vanaf 1948 werkte hij als sportleraar aan het Bisschoppelijk College in Roermond en werd hij collega van Piet Lamboo. Hij gaf er atletiektraining aan de internen van het College, die een eigen atletiekvereniging hadden, Hellas 1943. Later werden veel Hellasatleten lid van Swift Atletiek.

### Atleet, trainer en voorzitter
Als atleet veroverde Derichs in de jaren veertig en vijftig veel medailles op de werpnummers tijdens diverse Nederlandse- en Zuid Nederlandse kampioenschappen. Bovendien vertegenwoordigde hij Nederland elf keer tijdens interlands. Eén keer was hij daarbij captain van het Nederlandse team. Ook werd hij in 1950 opgesteld in het Benelux-team dat in Londen moest aantreden tegen de ploegen van Engeland en Amerika. Hij werd bij deze gelegenheid twee keer derde, zowel met de kogel als met de discus. Derichs was daarnaast in die periode ook voorzitter van en trainer bij atletiekvereniging Swift. Veel atleten zijn door hem opgeleid. Mede dankzij hem was Swift in de jaren vijftig en zestig van de 20e eeuw vooral een werpersvereniging.

### Titels
Na de oorlog behaalde Lei Derichs in 1946 en 1949 op nationaal niveau allereerst brons en zilver met de discus en de kogel. In 1950 werd hij in Rotterdam met een afstand van 14,50 op kogelstoten voor de eerste keer Nederlands kampioen. Bij het discuswerpen werd hij dat jaar tweede. Nadat hij vervolgens in 1951 zijn kogelstoottitel prolongeerde, volgde zijn topjaar 1952. In dat jaar waren de kampioenschappen opnieuw in Rotterdam. Hij won er zowel het kogelstoten als het discuswerpen en kwam als tweevoudig Nederlands kampioen met twee gouden medailles terug naar Roermond. Zijn kampioensworp met de discus is zijn beste worp ooit. Hij wierp een afstand van 43,85. Hij leverde deze prestatie bij zijn laatste poging en liet hiermee al zijn concurrenten, inclusief veertienvoudig kampioen discuswerpen Aad de Bruyn, achter zich. Deze afstand was tevens een Zuid-Nederlands record en de vierde keer dat hij dit record verbeterde. In 1953 veroverde hij zijn vierde nationale titel bij het kogelstoten en werd hij met de discus derde. Ten slotte werd hij in Tilburg in 1954 opnieuw Nederlands kampioen met een discusworp van 43,11. Derichs werd in zijn carrière dertien keer Zuid-Nederlands kampioen discuswerpen en kogelstoten. Voor zijn tweevoudige nationale overwinning in 1952 ontving Lei Derichs de Bronzen Medaille van de gemeente Roermond.

### Atletiekdocent en schrijver
Derichs gaf als atletiekdocent vanaf 1953 les aan de Academie voor Lichamelijke Opvoeding in Tilburg. In die hoedanigheid schreef hij samen met Bram Leeuwenhoek een standaardwerk over atletiek. In het tweede deel van de drie boeken behandelde hij het onderdeel werpen. In 1981 ging Derichs om gezondheidsredenen met pensioen, zowel bij het Bisschoppelijk College in Roermond als bij de lerarenopleiding in Tilburg.

### Functies
Lei Derichs heeft diverse functies bekleed bij atletiekvereniging Swift, de vereniging waarvan hij vanaf zijn begintijd als atleet, op enkele oorlogsjaren na, altijd lid is geweest. Hij was er trainer, secretaris, voorzitter, jurylid en scheidsrechter. In 1959 werd hij benoemd tot lid van Verdienste van District Zuid van de KNAU.

## Nederlandse kampioenschappen
| Onderdeel    | Jaar                   |
| ------------ | ---------------------- |
| kogelstoten  | 1950, 1951, 1952, 1953 |
| discuswerpen | 1952, 1954             |

## Persoonlijke records
| Onderdeel      | Prestatie | Jaar |
| -------------- | --------- | ---- |
| hoogspringen   | 1,75 m    | 1941 |
| kogelstoten    | 14,45 m   | 1951 |
| discuswerpen   | 43,85 m   | 1952 |
| speerwerpen    | 46,85 m   | 1952 |
| kogelslingeren | 44,47 m   | 1952 |

## Palmares

### kogelstoten
- 1950:  NK te Rotterdam – 14,05 m
- 1951:  NK te Amsterdam – 14,02 m
- 1952:  NK te Rotterdam – 13,81 m
- 1953:  NK – 13,515 m
- 1954: 4e NK – 13,52 m

### discuswerpen
- 1942:  NK
- 1950:  NK - 41,31 m
- 1952:  NK – 43,85 m
- 1953:  NK – 41,565 m
- 1954:  NK – 43,11 m (?)

## Onderscheidingen
- Gemeente Roermond: Bronzen medaille - 1952
- District Zuid KNAU: lid van verdienste - 1959

- International Standard Name Identifier: 0000 0003 9299 9757
- Nederlandse Thesaurus van Auteursnamen: 068932200
- Virtual International Authority File: 218901146
- WorldCat: E39PBJp9yv9kjMVrT37TDQMVmd